# Alto Crotonese
Alto Crotonese è un olio di oliva D.O.P. Il prodotto deriva dai frutti dell'olivo di varietà carolea presenti per almeno il settanta percento della composizione.